# Крейсерский эсминец (проект)
Крейсерский эсминец (англ.  Cruiser-Destroyer) — серия нереализованных проектов торпедно-артиллерийского корабля, занимающего промежуточное положение между эсминцами и легкими крейсерами и способного выполнять их функции. Разработаны для британского флота в 1949—1953. Ввиду экономических затруднений Великобритании и выявившихся проблем с разработкой скорострельного артиллерийского вооружения, проект не был реализован, но основные положения его были заложены в основу более позднего проекта крупных ракетоносных эсминцев типа «Каунти».

## История
В конце 1940-х британский флот переживал полномасштабный кризис, связанный с финансовыми проблемами послевоенной Британской Империи. Подорванная войной экономика была уже не в состоянии поддерживать численность флота на прежнем уровне, необходимом для обеспечения безопасности все ещё обширной Британской Империи. Проблема усугублялась тем, что большая часть британского флота эсминцев и легких крейсеров (наиболее многофункциональных боевых кораблей) была построена по устаревшим проектам и в послевоенное время имела лишь ограниченную ценность. Наиболее вероятный потенциальный противник — советский флот — в конце 1940-х приступил к реализации масштабной военно-морской программы, массово закладывая крупные серии новых эскадренных миноносцев проекта 30-бис и легкихкрейсеров проекта 68-бис. Эти корабли превосходили большинство британских аналогов военной постройки.
Ответить на потенциальную угрозу советского флота массовым развертыванием постройки современных военных кораблей, Британия не могла по экономическим причинам. В попытке решить проблему, британское адмиралтейство предложило пересмотреть традиционный подход к кораблестроению. В 1949 году вице-адмирал Эдвардс изложил эти взгляды в документе «Корабли будущего флота» (англ.  Ships of the future navy). Он предложил заменить отдельные классы эсминцев и легких крейсеров единым классом «крейсерских эсминцев» — кораблей, достаточно крупных и обладающих достаточной мореходностью и автономностью чтобы решать задачи крейсеров (защита коммуникаций и колониальных владений) и одновременно — достаточно дешевых, чтобы массово применяться в конвойных и ударных операциях, как эсминцы.

## Проекты
В основе концепции крейсерского эсминца лежало предположение, что 4500-тонный корабль, вооруженный скорострельными полностью автоматическими 127-миллиметровыми пушками проектируемого типа и имеющий максимально современную систему управления огнём, сможет эффективно противостоять неприятельской авиации и эскадренным миноносцам «традиционной» конструкции, а также вести бой с легкими крейсерами.
Критическим элементом проекта было новое 127-миллиметровое 62-калиберное орудие OF Mark N1. Эта тяжелая автоматическая пушка, с полностью унитарным заряжанием и водяным охлаждением, создавалась как универсальное оружие нового поколения. Предполагалось, что одноствольная 127-миллиметровая установка весом около 90 тонн сможет обеспечить темп ведения огня до шестидесяти выстрелов в минуту. Начальная скорость снарядов должна была составлять порядка 1036 метров в секунду: два типа снарядов было разработано, осколочно-фугасный для зенитной стрельбы, и полубронебойный (способный пробить до 25 мм брони).

### Проект 1951 года
Итоговый проект, составленный в феврале 1951 года, предполагал крупный, 4700-тонный корабль, с основным вооружением из трех новых 127-мм/62 автоматических универсальных пушек. Орудия были установлены в диаметральной плоскости: при этом два орудия располагались в оконечностях, а одно орудие стояло в центре корпуса. Боекомплект составлял по 270 снарядов на ствол: но требования охлаждения допускали непрерывную стрельбу лишь в течение полутора минут, после чего орудие прекращало огонь на 5 минут для охлаждения. Каждое орудие наводилось собственным артиллерийским директором MRS-3: установленный на кормовой мачте радар Тип 960 служил для раннего обнаружения самолетов противника, радар Тип 992 служил для сопровождения конкретных целей, и радар Тип 227Q совмещал функции навигационной РЛС и высотомера.
Вспомогательное вооружение корабля состояло из двух 76-миллиметровых 50-калиберных орудий американского образца, предназначенных для дострела прорвавшихся сквозь огонь 127-мм зениток самолетов и крылатых ракет. В носовой части корабля размещались противолодочные бомбометы «Лимбо» на вращающихся установках. Также эсминцы имели по два счетверенных торпедных аппарата под палубой, стрелявших через выемки в бортах, которые предполагалось снаряжать самонаводящимися акустическими противокорабельными торпедами.
Интересной особенностью проекта была расположенная на корме башенная установка противоторпедного бомбомета «Ruler» — системы, предназначенной для активной обороны корабля от приближающихся торпед. Предполагалось, что приближающаяся торпеда будет обнаружена пассивным гидролокатором Тип 170, после чего активный сонар под килем корабля (Тип 172) установит её точное положение и выдаст целеуказание автоматическому бомбомету. Система не была принята на вооружение, так как расчеты показали её низкую теоретическую эффективность.
Проект был рассмотрен в 1951 году, но признан «излишне оптимистичным», особенно в отношении автономности и дальности плавания. Адмиралы считали, что требуемой дальности хода в 4500 миль 22,5-узловым ходом добиться не удастся. Выдвигались претензии и к некоторой устарелости системы противовоздушной обороны корабля.

### Проект 1952 года
В этом проекте, архитектура корабля была пересмотрена так, что теперь две 127-миллиметровые артустановки находились в носовой оконечности, а третья — на корме. Считалось, что таким образом будут обеспечены лучшие углы обстрела для центральной установки. Для наведения орудий по воздушным целям, предполагалось использовать пару очень мощных трехкоординатных РЛС Тип 984, способных осуществлять и поиск, и сопровождение цели и выдачу целеуказания артиллерии; их радиус действия по высоколетящим целям превышал 300 километров. Эти радары были первыми действительно эффективными трехкоординатными РЛС, но оказались очень тяжелы (антенный пост весил 31 тонну), дороги и невероятно сложны в обслуживании.
Вспомогательное вооружение по-прежнему состояло из двух американских 76-миллиметровых орудий с автономной системой наведения.
От противоторпедных и противолодочных бомбометов отказались: торпедное вооружение состояло из счетверенных неподвижных торпедных аппаратов, стреляющих акустическими самонаводящимися торпедами калибром 553 миллиметра.
Этот проект был сочтен более удачным, но адмиралтейство сочло неприемлемым рост водоизмещения корабля почти до 4750 тонн. Расчеты показывали, что полное водоизмещение, вероятно, превысит 5000 тонн. Было решено переработать проект в сторону меньшего водоизмещения.

### Проект 1953 года
Для этого проекта, с целью уменьшения размеров корабля было предложено использовать две спаренные 127-миллиметровые установки. За счет этого предполагалось сократить длину корабля и уменьшить водоизмещение. От громоздких и тяжелых РЛС Тип 984 отказались в пользу менее совершенных но более легких радарных систем. Дальность хода сократили до 3000 миль на 22,5 узлах.
Существенно ослаблено было вспомогательное вооружение: все, что удалось вместить инженерам в ограниченное водоизмещение, были две устаревшие спаренные пушки Bofors L70 с примитивными директорами SGS-1. По сравнению с 76-миллиметровыми орудиями в предшествующих проектах это был значительный шаг назад. Торпедное вооружение сократили до шести неподвижных торпедных аппаратов. Кроме этого, предполагалась установка противоторпедной системы «Camrose» (развития «Ruler») и одной 127-мм гаубицы для стрельбы осветительными снарядами.
Проект был представлен на рассмотрение в 1953 году и был сочтен «слишком большим, недостаточно вооруженным и недостаточно быстрым». Попытки улучшить проект (в особенности в плане защищенности) привели к росту водоизмещения до 5000 тонн, с чем адмиралы были не готовы согласиться. К этому времени, , сама идея «гибридного» корабля начала подвергаться критике, и адмиралтейство переключило своё внимание на более традиционные проекты эскадренных миноносцев меньшего водоизмещения.

## Итоги
Несмотря на то, что программа не дала позитивных результатов, британцы верно предугадали тенденцию на увеличение водоизмещения и мореходности эсминцев, превращения их в многоцелевые универсальные корабли. Другие нации пришли к аналогичным выводам только к концу 1960-х.